# Triodontella signaticollis
Triodontella signaticollis är en skalbaggsart som beskrevs av Moser 1924. Triodontella signaticollis ingår i släktet Triodontella och familjen Melolonthidae. Inga underarter finns listade i Catalogue of Life.